# Clarke-Boland Big Band
Le Clarke-Boland Big Band est un big band de jazz fondé en 1961 par le batteur américain Kenny Clarke, le pianiste et compositeur belge Francy Boland et le contrebassiste Jimmy Woode.
Basé en Europe, le Clarke-Boland Big Band est l'un des plus importants big bands non américains.
De sa création jusqu'au départ de Kenny Clarke en 1972, il enregistre une vingtaine d'albums.

## Membres
Le Clarke-Boland Big Band était véritablement international puisque plus d'une dizaine de nationalités étaient représentées. La moitié de ses membres étaient des américains expatriés en Europe, quand les autres venaient de nombreux pays (Allemagne, Autriche, Belgique, France, Jamaïque, Pays-Bas, Royaume-Uni, Saint-Vincent, Suède, Turquie, Yougoslavie).
D'autres musiciens – comme Stan Getz, Zoot Sims, Derek Watkins ou encore Phil Woods – ont également collaboré occasionnellement avec l'orchestre.
Parmi les membres réguliers :
| Basse - Ron Mathewson - Jimmy Woode Batterie - Kenny Clare (en) - Kenny Clarke Piano - Francy Boland Percussions - Fats Sadi Vibraphone - Dave Pike | Saxophone - Tony Coe - Eddie "Lockjaw" Davis - Karl Drewo (en) - Herb Geller - Johnny Griffin - Derek Humble (en) - Ronnie Scott - Sahib Shihab - Stan Sulzmann (en) - John Surman | Trombone - Erich Kleinschuster - Erik van Lier (de) - Albert Mangelsdorff - Nat Peck (en) - Åke Persson (en) | Trompette - Benny Bailey - Jimmy Deuchar - Maffy Falay (en) - Art Farmer - Dusko Goykovich - Roger Guérin - Shake Keane (en) - Ack van Rooyen (en) - Manfred Schoof - Idrees Sulieman |

## Discographie
- Jazz Is Universal (Atlantic, 1962)
- Handle with Care (Atlantic, 1963)
- Now Hear Our Meanin' (Columbia, 1965)
- Swing, Waltz, Swing (Philips, 1966)
- Jazz Convention Vol. I (KPM, 1967)
- Jazz Convention Vol. II: Contemporary Jazz Moods... (KPM, 1967)
- Sax No End (SABA, 1967)
- Out of the Folk Bag (Columbia, 1967)
- 17 Men and Their Music (Campi, 1967)
- All Smiles (MPS, 1968)
- Faces (MPS, 1968)
- More (Campi, 1968)
- Jazz Convention Vol. III (1968) KPM
- My Kind of World, Gitte & The Band (1968)
- Latin Kaleidoscope (MPS, 1968)
- Fellini 712 (MPS, 1969)
- Volcano (Polydor, 1969)
- Rue Chaptal (Polydor, 1969)
- All Blues (MPS, 1969)
- More Smiles (MPS, 1969)
- At Her Majesty's Pleasure... (Black Lion, 1969)
- Clarke Boland Big Band en Concert avec Europe 1 (Tréma, 1969 [1992])
- Off Limits (Polydor, 1970)
- November Girl (Black Lion, 1970 [1975]) - avec Carmen McRae
- Change of Scenes (Verve, 1971) - avec Stan Getz